# 车坝河
车坝河，是中国长江流域的一条河流，汇入㵲水，属于沅江水系。河长79千米，流域面积1060平方千米，多年平均流量17立方米每秒。自然落差568米。水能理论蕴藏量2万千瓦。